# 鄧達斯城堡

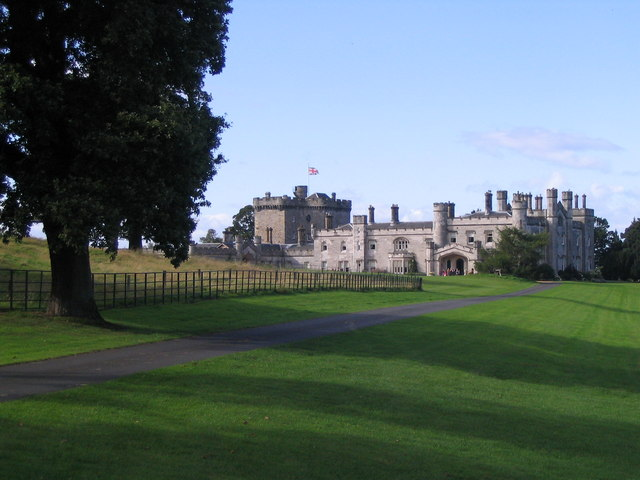
聖吉爾斯教堂

鄧達斯城堡（英語：Dundas Castle）位於英國蘇格蘭西洛錫安。

## 历史
鄧達斯城堡是一座始建於15世紀的城堡。1818年，城堡由威廉·巴恩進行重建，改為都鐸哥特式風格。城堡的改建耗費巨資，導致所有者在1875年出售了這座城堡。
二戰期間，這座城堡曾用於保衛福斯橋。

## 外部連結
- 维基共享资源上的相關多媒體資源：鄧達斯城堡
- 官方网站

55°58′31″N 3°24′53″W / 55.97528°N 3.41472°W